# Hraniční přechod Strážný–Philippsreut
Hraniční přechod Strážný–Philippsreut (německy Grenzübergang Philippsreut–Strážný) je bývalý silniční hraniční přechod, který se nachází na česko-německé státní hranici na hraničním úseku XII/1 - XII/2 mezi českým městysem Strážný (okres Prachatice, Jihočeský kraj) a německou obcí Philippsreut (Zemský okres Freyung-Grafenau, Bavorsko). Přechod leží v nadmořské výšce 850 m n. m. na silnici I/4; za hranicí pokračuje německá silnice B12. Před zrušením byl určen pro osobní auta, autobusy, nákladní dopravu, motocykly, cyklisty a pěší.
Hraniční přechod byl zrušen při vstupu České republiky do Schengenského prostoru v roce 2007. V případě dočasného znovuzavedení ochrany vnitřních hranic je provoz na hraničním přechodu upraven Sdělením Ministerstva vnitra č. 395/2021 Sb.

## Další informace
- Hraniční přechod na silnici do Pasova a Mnichova byl po roce 1948 uzavřen a území převzala Pohraniční stráž. 7. září 1971 byl přechod zprovozněn jako regionální.
- Nový hraniční most dlouhý 320 metrů otevřený na podzim 1989 zvýšil propustnost hranic a počty odbavených se začaly počítat v milionech. V roce 1997 byla ukončena přestavba přechodu na české i německé straně a zahájeny společné hraniční kontroly. Po vstupu České republiky do Evropské unie v květnu 2004 zde ukončili svou činnost spediční firmy i příslušníci celní správy a zůstala pouze pohraniční policie obou států.